# Die Letzten ihrer Zunft

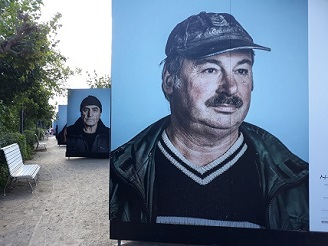
Die Letzten ihrer Zunft, Fotoausstellung Ahlbeck 2021

Die Letzten ihrer Zunft ist eine Open-Air-Fotoausstellung aus dem Jahr 2021 mit Porträtfotos von hauptberuflich tätigen deutschen Ostseefischern, fotografiert von Franz Bischof und Jan Kuchenbecker, ausgestellt in Mecklenburg-Vorpommern.

## Geschichte
Von Herbst 2018 bis Frühjahr 2019 reisten die beiden Fotografen Franz Bischof und Jan Kuchenbecker entlang der deutschen Ostseeküste von Schleswig-Holstein und Mecklenburg-Vorpommern, um die letzten noch im Hauptberuf aktiven Ostseefischer zu fotografieren. Für die Umsetzung dieses Projekts hatten sie ein Stipendium der VG Bild-Kunst erhalten. Ihr Ziel war, mit den Porträts den Berufsstand des Fischers zu dokumentieren und so auch darauf hinzuweisen, dass dieser Beruf durch Umweltauflagen, reduzierte Fangquoten und EU-Bestimmungen auszusterben droht und somit die Gefahr besteht, dass ein Stück Kulturgeschichte verloren geht.
Aus diesen Fotografien entstand der 2020 im Selbstverlag herausgegebene Bildband Seesucht – Porträts (fast) aller Ostseefischer und damit auch das Bildmaterial zur Ausstellung. Bischof und Kuchenbecker fotografierten die 228 Fischer mit einer Vollformatkamera, wie sie in einem Podcast-Interview angaben, und zwar meist direkt nachdem sie in den Hafen eingelaufen waren, in ihrer Arbeitskleidung in Häfen, Fischhallen oder bei sich zu Hause.
Die Freiluftausstellung sollte schon 2020 im Rahmen des Umweltfotofestivals Horizonte Zingst am Strand der Seebrücke in Zingst stattfinden. Wegen der Corona-Pandemie verschob sie sich dann um ein Jahr und konnte dort im Mai 2021 eröffnet werden. Für die Freiluftausstellung wurden in Zingst und Ahlbeck 30 Porträts und in Wieck 15 Porträts aus der Serie ausgewählt und in Plakat-Größe präsentiert.

## Ausstellung

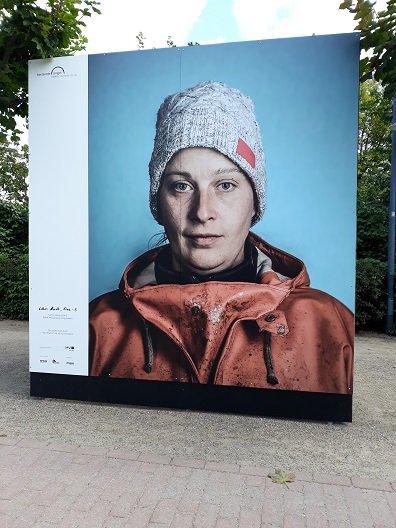
Die Letzten ihrer Zunft, Fotoausstellung Ahlbeck 2021

In mehrfach überlebensgroßen Brustbildern blicken die Fischer aus den großformatigen Präsentationsflächen heraus. Nahezu makrofotografisch werden die Betrachter so mit den individuellen Charakteren dieser Zunftleute konfrontiert, gewähren diese Menschen durch ihren direkten und nahen Anblick einen sehr persönlichen Einblick und wirken „ausdrucksstark“. Bischof und Kuchenbecker kommentieren ihre Fotos in einem Interview folgendermaßen: „Die ausgeleuchteten Gesichter verbergen dabei meist nichts, erzählen von der harten Arbeit auf dem Wasser und davon, dass es bald viele der deutschen Ostseefischer*innen nicht mehr geben wird.“
In Kontrast zur lebendig-farbigen Großfotografie ist daneben auf weißem Hintergrund die Unterschrift zu lesen, darunter nüchtern, geradezu sachlich und nicht nur im Format klein, ihr jeweiliges geografisches Herkunftsgebiet aufgeführt sowie die Registrierungsnummer ihres Schiffes vermerkt.
Eine Tafel gleichen Formats informiert über die acht geografischen Gebiete, denen die Einzelfotografien aller porträtierten Ostseefischer in Kleinformat zugeordnet sind: 1 Von Flensburg nach Eckernförde, 2 Kieler Förde und Insel Fehmarn, 3 Lübecker Bucht und Trave, 4 Von Boltenhagen nach Rostock, 5 Fischland – Darß Zingst, 6 Entlang des Strelasundes nach Freest, 7 Insel Rügen und Insel Hiddensee und 8 Insel Usedom und Stettiner Haff. Die Ausstellung wird durch eine weitere Informationstafel mit einem Interview der beiden Fotografen zur Einführung in die Ausstellung abgerundet.

## Ausstellungsorte
- Seebrücke Zingst als Teil der Ausstellung 14. Umweltfotofestival Horizonte Zingst der Gemeinde Zingst, 29. Mai bis 10. Juni 2021[3]
- Strandpromenade von Ahlbeck auf Usedom, August 2021
- Hafen von Wieck bei Greifswald, 10. September bis Mitte November 2021[4]
- Strand vom Ostseebad Boltenhagen, ab 21. April bis 7. Juni 2022[5]
- Alter Holzhafen von Wismar, 24. Juni bis 31. Juli 2022[6]

## Förderung
- Universitäts- und Hansestadt Greifswald – Amt für Bildung, Kultur und Sport
- Gemeinde Zingst
- Ausstellungspartner: Magazin Mare, Epson Corporation, Filmolux